# José Madrid
José Madrid (* Guayaquil, Guayas, Ecuador, 21 de abril de 1988) es un futbolista ecuatoriano. Juega de mediocampista y su equipo actual es el Guayaquil City Fútbol Club de la Serie A de Ecuador.

## Clubes
| Club                  | País    | Año             |
| --------------------- | ------- | --------------- |
| El Nacional           | Ecuador | 2005 - 2006     |
| Técnico Universitario | Ecuador | 2007            |
| El Nacional           | Ecuador | 2007 - 2008     |
| Dorados               | México  | 2008            |
| El Nacional           | Ecuador | 2009 - 2012     |
| Liga de Quito         | Ecuador | 2013 - 2016     |
| Delfín S.C.           | Ecuador | 2017            |
| Guayaquil City        | Ecuador | 2018 - 2020     |
| Mineros               | Ecuador | 2020 - Presente |

## Selección nacional
Fue convocado a la selección de Ecuador para el partido amistoso contra la Selección de Argentina y por los juegos de eliminatorias para el Mundial 2014 frente a Selección de Venezuela.

### Participaciones en Eliminatorias
| Eliminatorias     | Sede            | Resultado   |
| ----------------- | --------------- | ----------- |
| Eliminatoria 2014 | América del Sur | Clasificado |

## Palmarés

### Campeonatos nacionales
| Título             | Club           | País    | Año  |
| ------------------ | -------------- | ------- | ---- |
| Serie A de Ecuador | CD El Nacional | Ecuador | 2005 |
| Serie A de Ecuador | CD El Nacional | Ecuador | 2006 |

## Participaciones internacionales
| Torneo                 | Club           | Resultado              |
| ---------------------- | -------------- | ---------------------- |
| Copa Libertadores 2009 | CD El Nacional | Ronda de Clasificación |
| Copa Libertadores 2012 | CD El Nacional | Ronda de Clasificación |
| Copa Libertadores 2013 | Liga de Quito  | Ronda de Clasificación |
| Copa Sudamericana 2015 | Liga de Quito  | Octavos de final       |
| Copa Libertadores 2016 | Liga de Quito  | Fase de grupos         |